# Jani Paasonen
Jani Paasonen (ur. 11 kwietnia 1975 w Mäntyharju), fiński kierowca rajdowy. Rajdowy mistrz Finlandii w grupie N w roku 2000.

## Kariera
W mistrzostwach świata zadebiutował w 1997 (Rajd Finlandii). W 2002 startował w szutrowych rajdach w trzecim samochodzie fabrycznego zespołu Mitsubishi, a w latach 2004-2005 wystartował w kilku rajdach (również szutrowych) dla zespołu Škody. Jego pilotami byli m.in.: Kari Jokinen, Jakke Honkanen, Arto Kapanen i Jani Vainikka.

## Występy w mistrzostwach świata
| Sezon | Zespół                                    | Samochód                                  | 1      | 2       | 3          | 4             | 5         | 6         | 7         | 8             | 9             | 10            | 11        | 12              | 13              | 14              | 15        | 16        | Punkty | Miejsce |
| ----- | ----------------------------------------- | ----------------------------------------- | ------ | ------- | ---------- | ------------- | --------- | --------- | --------- | ------------- | ------------- | ------------- | --------- | --------------- | --------------- | --------------- | --------- | --------- | ------ | ------- |
| 1997  | Jani Paasonen                             | Mitsubishi Lancer Evo III                 | Monako | Szwecja | Kenia      | Portugalia    | Hiszpania | Francja   | Argentyna | Grecja        | Nowa Zelandia | 21            | Indonezja | Włochy          | Australia       | Wielka Brytania |           |           | 0      | -       |
| 1998  | Jani Paasonen                             | Mitsubishi Lancer Evo III                 | Monako | Szwecja | Kenia      | Portugalia    | Hiszpania | Francja   | Argentyna | Grecja        | Nowa Zelandia | NU            | Włochy    | Australia       | Wielka Brytania |                 |           |           | 0      | -       |
| 1999  | Jani Paasonen Mitsubishi Ralliart Finland | Mitsubishi Carisma GT                     | Monako | 17      | Kenia      | Portugalia    | Hiszpania | Francja   | Argentyna | Grecja        | Nowa Zelandia | 17            |           | Włochy          | Australia       | Wielka Brytania |           |           | 0      | -       |
| 2000  | Jani Paasonen Mitsubishi Ralliart Finland | Mitsubishi Carisma GT Evo VI              | Monako | 17      | Kenia      | Portugalia    | 22        | Argentyna | Grecja    | Nowa Zelandia | 16            | Cypr          | Francja   | Włochy          | NU              | Wielka Brytania |           |           | 0      | -       |
| 2001  | Jani Paasonen                             | Ford Focus WRC                            | Monako | NU      | Portugalia | Hiszpania     | Argentyna | Cypr      | Grecja    | Kenia         | NU            | Nowa Zelandia | Włochy    | Francja         | Australia       | Wielka Brytania |           |           | 0      | -       |
| 2002  | Marlboro Mitsubishi Ralliart              | Mitsubishi Lancer WRC                     | Monako | 14      | Francja    | Hiszpania     | NU        | Argentyna | Grecja    | Kenia         | 8             | Niemcy        | Włochy    | NU              | 9               | NU              |           |           | 0      | -       |
| 2003  | Jani Paasonen                             | Mitsubishi Lancer WRC                     | Monako | Szwecja | Turcja     | Nowa Zelandia | Argentyna | Grecja    | Cypr      | NU            | Finlandia     | Australia     | Włochy    | Francja         | Hiszpania       | Wielka Brytania |           |           | 0      | -       |
| 2004  | OMV World Rally Team Škoda Motorsport     | Mitsubishi Lancer Evo VII Škoda Fabia WRC | Monako | 16      | NU         | 14            | Cypr      | Grecja    | Turcja    | 10            | 6             | 20            | Japonia   | NU              | Włochy          | Francja         | Hiszpania | DK        | 3      | 20.     |
| 2005  | Škoda Motorsport                          | Škoda Fabia WRC                           | Monako | 9       | 13         | Nowa Zelandia | Włochy    | Cypr      | Turcja    | NU            | NU            | NU            | Niemcy    | Wielka Brytania | Japonia         | Francja         | Hiszpania | Australia | 0      | -       |